# Una furtiva lagrima
Una furtiva lagrima (O lacrimă  furtivă) este o romanță din actul II, scena 3 din opera italiană  Elixirul dragostei  de Gaetano Donizetti. Este cântată de Nemorino (tenor) când se pare că elixirul dragostei pe care l-a cumpărat pentru a câștiga inima femei sale de vis, Adina, funcționează. Nemorino este îndrăgostit de Adina, dar ea nu este interesată de o relație cu un bărbat inocent, de la țară.
Pentru a-i câștiga inima, Nemorino cumpără o poțiune de dragoste pe toți banii pe care îi are în buzunar. Acea poțiune de dragoste este de fapt un vin roșu ieftin vândut de un medic ambulant șarlatan, dar când o vede pe Adina plângând, știe că s-a îndrăgostit de el și este sigur că „elixirul” a funcționat.